# العلاقات الدنماركية الكونغوية
العلاقات الدنماركية الكونغولية هي العلاقات الثنائية التي تجمع بين الدنمارك وجمهورية الكونغو.

## مقارنة بين البلدين
هذه مقارنة عامة ومرجعية للدولتين:
| وجه المقارنة                                              | الدنمارك                                                     | [[تصنيف:صفحات تستخدم رمز علم غير موجود\|]] جمهورية الكونغو |
| --------------------------------------------------------- | ------------------------------------------------------------ | ---------------------------------------------------------- |
| المساحة (كم2)                                             | 42.92 ألف                                                    | 342.00 ألف                                                 |
| عدد السكان (نسمة)                                         | 5.79 مليون                                                   | 5.26 مليون                                                 |
| الكثافة السكانية (ن./كم²)                                 | 134.9                                                        | 15.38                                                      |
| العاصمة                                                   | كوبنهاغن                                                     | برازافيل                                                   |
| اللغة الرسمية                                             | اللغة الدنماركية                                             | لغة فرنسية                                                 |
| العملة                                                    | كرونة دنماركية                                               | فرنك وسط أفريقي                                            |
| الناتج المحلي الإجمالي (بليون دولار)                      | 324.87 مليار                                                 | 8.72 مليار                                                 |
| الناتج المحلي الإجمالي (تعادل القوة الشرائية) بليون دولار | 278.61 مليار                                                 | 29.48 مليار                                                |
| الناتج المحلي الإجمالي الاسمي للفرد دولار أمريكي          | 51.99 ألف                                                    | 1.85 ألف                                                   |
| الناتج المحلي الإجمالي للفرد دولار أمريكي                 | 45.54 ألف                                                    |                                                            |
| مؤشر التنمية البشرية                                      | 0.900                                                        | 0.591                                                      |
| رمز المكالمات الدولي                                      | +45                                                          | +242                                                       |
| رمز الإنترنت                                              | .dk                                                          | .cg                                                        |
| المنطقة الزمنية                                           | توقيت وسط أوروبا، ت ع م+02:00، ت ع م+01:00، أوروبا/كوبنهاجن ‏ | ت ع م+01:00                                                |

## منظمات دولية مشتركة
يشترك البلدان في عضوية مجموعة من المنظمات الدولية، منها:
| علم المنظمة | اسم المنظمة                               | تاريخ انضمام الدنمارك | تاريخ انضمام جمهورية الكونغو |
| ----------- | ----------------------------------------- | --------------------- | ---------------------------- |
|             | البنك الدولي للإنشاء والتعمير             | 30 نوفمبر 1960        | 10 يوليو 1963                |
|             | يونسكو                                    | 4 نوفمبر 1946         | 24 أكتوبر 1960               |
|             | منظمة التجارة العالمية                    | 1995                  | ?                            |
|             | وكالة ضمان الاستثمار متعدد الأطراف        | 12 أبريل 1988         | 16 أكتوبر 1991               |
|             | البنك الإفريقي للتنمية                    | ?                     | ?                            |
|             | منظمة الشرطة الجنائية الدولية             | ?                     | ?                            |
|             | مؤسسة التمويل الدولية                     | 20 يوليو 1956         | 1 أكتوبر 1980                |
|             | الأمم المتحدة                             | 24 أكتوبر 1945        | 20 سبتمبر 1960               |
|             | مؤسسة التنمية الدولية                     | 30 نوفمبر 1960        | 8 نوفمبر 1963                |
|             | الفريق المعني برصد الأرض                  | ?                     | ?                            |
|             | منظمة حظر الأسلحة الكيميائية              | ?                     | ?                            |
|             | المركز الدولي لتسوية المنازعات الاستشارية | 24 مايو 1968          | 14 أكتوبر 1966               |

## وصلات خارجية
- موقع وزارة الخارجية الدنماركية